# Laccophilus macronychus
Laccophilus macronychus är en skalbaggsart som beskrevs av Guignot 1957. Laccophilus macronychus ingår i släktet Laccophilus och familjen dykare. Inga underarter finns listade i Catalogue of Life.